# Hatillo

Hatillo é uma cidade do noroeste de Porto Rico, com cerca 25 mil habitantes. Situada a oeste da cidade de Arecibo, na costa atlântica, é centro de uma região de cultivo de cana-de-açúcar e plantações de coqueiros.